# Савез Русије и Белорусије
Савез Русије и Белорусије (рус. Союз России и Белоруссии), познат и под именом Савезна Држава Русије и Белорусије (рус. Союзное государство России и Белоруссии), је конфедерални ентитет који чине Русија и Белорусија.

## Стварање
Темељ будуће уније Русије и Белорусије начињен је 2. априла 1996. године када је створена „Заједница Русије и Белорусије. Заједништво је ојачано годину дана касније 2. априла 1997. године када је име промењено у „Савез Русије и Белорусије“. 25. децембра 1998. године потписано је неколико докумената с циљем да се омогући већа политичка, економска и социјална интеграција две државе.
Иницијална идеја за стварање Савеза потекла је од председника Белорусије, Александра Лукашенка, у покушају да се савладају политичке и економске разлике између две нације. Сличан предлог дао је и председник Казахстана, Нурсултан Назарбајев, још 1994. године с циљем стварања конфедералне евроазијске уније, међутим предлог је одбијен.
Стварање Савезне Државе Русије и Белорусије потписано је 8. децембра 1999. године. Намера је била да се створи федерација, са заједничким председником, парламентом, заставом, грбом, химном, уставом, војском, држављанством, валутом итд.

## Развој
Чини се да су обе чланице изгубиле ентузијазам који је доминирао на почетку стварања Савеза. Земље су 2001. поново успоставиле царине на граничним прелазима, што је практично означило прекид њихове царинске уније до 2010. године, када су међусобне царине укинуте. Александар Лукашенко је обећао увођење заједничке валуте 1. јануара 2004. године, али до тога никада није дошло. Од тад се увођење најављује за сваки 1. јануар идуће године, али валута до данас није уведена. Заједнички устав најављиван за 2006. годину још увек није написан, јер се чланице не слажу око модела како треба будићи Савез да изгледа. Лукашенко је почетком 2007. године прозвао руско руководство да жели припоји Белорусију Русији, чему се Белорусија противи, већ жели изградњу заједничке државе по угледу на Совјетски Савез.

## Потенцијално проширење
Лидери Казахстана планирају да прикључе земљу Руско-Белоруској царинској унији до 2010. године, а након неког времена да је прикључе Савезу.
Бивши председник СР Југославије, Слободан Милошевић, је током бомбардовања 1999. године изразио жељу да Југославија постане члан Савеза као земља посматрач. Чак је и Савезна скупштина донела Одлуку о приступању Савезне Републике Југославије Савезу Русије и Белорусије 12. априла 1999. године, где се наводи да Савезна Република Југославија приступа Русије и Беларусије, као и да прихвата циљеве и принципе Савеза Русије и Белорусије и да преузима на себе, у пуном обиму, обавезе које проистичу из Споразума и Статута Савеза Русије и Белорусије. Након раздвајања Србије и Црне Горе, ово питање је поново актуелизовано у Србији, када је, почетком 2007. године, заменик председника Српске радикалне странке, Томислав Николић у јавним наступима изразио
наду да ће Србија учврстити везе са Савезом и евентуално му се придружити.
Током 2001. године председник Молдавије, Владимир Вороњин је одмах након избора најављивао да ће радити на придружењу земље Савезу, али је цео процес убрзо гурнут у страну. Молдавија званично тежи да се прикључи како Европској унији тако и Савезу Русије и Белорусије. Тренутна став молдавских власти је непознат.
Опозиција у Киргизији је јуна 2007. године иницирала референдум о прикључењу Савезу.
Званичници Украјине тврде да немају тренутних планова да прикључе државу Савезу, већ су окренути Евроатлантским интеграцијама. Руске и Белоруске власти су, упркос томе, тврдиле да је само питање времена када ће се и Украјина придружити Савезу. На председничким изборима 2004. године у Украјини 39,32% Украјинаца подржало је Виктора Јануковича, који важи за проруског лидера. И сам његов главни противкандидат, Виктор Јушченко, више пута је најављивао могућност прикључења Украјине Савезу, као и многи говорници у украјинском парламенту.

## Галерија
- Борис Јељцин и Александар Лукашенко потписују стварање савеза Русије и Белорусије 1997. године
- Поштанска марка поводом стварања Савеза, 2. априла 1996. године
- Једна од предложених застава Савеза